# Dinastía safávida
La dinastía safávida (en persa: دودمان صفوی‎, romanizado: Dudmâne Safavi) fue una de las dinastías gobernantes más importantes de Irán que reinó desde 1501 hasta 1736 en el Imperio safávida. Su gobierno es a menudo considerado el comienzo de la historia iraní moderna, así como uno de los denominados imperios de la pólvora. El safávida sah Ismaíl I estableció la denominación imamí del Islam chiita como la religión oficial del Imperio persa, marcando uno de los puntos de inflexión más importantes en la historia del Islam. La dinastía safávida tuvo su origen en la safaviyya sufista, que se estableció en la ciudad de Ardebil en la región iraní de Azerbaiyán. Era una dinastía iraní de origen kurdo, pero durante su gobierno se casaron con dignatarios turcomanos, georgianos, circasianos, y griegos pónticos, sin embargo, por motivos prácticos, eran de habla turca y turquificados. Desde su base en Ardebil, los safávidas establecieron control sobre partes del Gran Irán y reafirmaron la identidad iraní de la región, convirtiéndose así en la primera dinastía nativa desde el Imperio Sasánida en establecer un estado nacional conocido oficialmente como Irán.
Los safávidas gobernaron desde 1501 hasta 1722 (experimentando una breve restauración de 1729 a 1736 y de 1750 a 1773) y, en su apogeo, controlaron todo lo que hoy es Irán, Azerbaiyán, Baréin, Armenia, este de Georgia, partes del Cáucaso septentrional incluyendo Rusia, Irak, Kuwait y  Afganistán, así como partes de Turquía, Siria, Pakistán, Turkmenistán y Uzbekistán.
A pesar de su desaparición en 1736, el legado que dejaron fue el resurgimiento de Irán como un bastión económico entre Oriente y Occidente, el establecimiento de un Estado eficiente y una burocracia basada en "controles y contrapesos", sus innovaciones arquitectónicas y el patrocinio de las bellas artes. Los safávidas también han dejado su huella hasta la era actual al establecer el chiismo duodécimo (Imamí) como religión estatal de Irán, así como al difundir el islam chií en grandes partes de Oriente Medio, Asia Central, el Cáucaso, Anatolia, el Golfo Pérsico y Mesopotamia.

## El ascenso del estado safávida

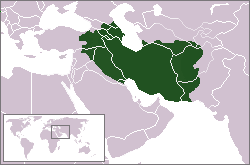
El Imperio Safávida con sus fronteras más grandes.

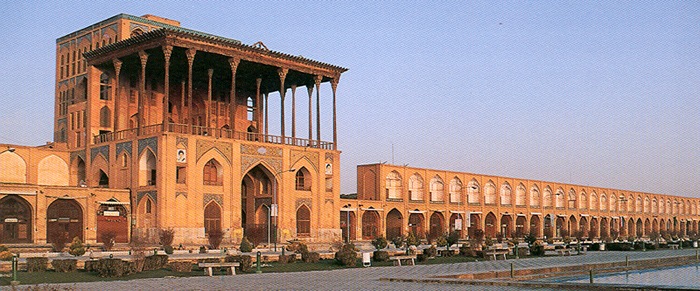
El Palacio Ālee-Qāpu fue la sede de la capital safávida de Isfahán, Persia.

Durante el siglo XV, los otomanos se expandieron por Anatolia y reforzaron su control persiguiendo al Islam chiita. Con el cambio de siglo, prohibieron esta dirección dentro del Islam. En 1501, varias milicias de Azerbaiyán, llamadas colectivamente Qizilbash (en azerí, "cabezas rojas" debido a sus tocados rojos), se unieron con el safaviyeh de Ardebil para capturar Tabriz de la entonces gobernante alianza suní - turcomana conocida como Ak Koyunlu (la Emirato blanco de ovejas) bajo el liderazgo de Alwand.
Safaviyeh estaba dirigida por un chico de quince años, Ismail I. Era nieto de Jaunayd y descendiente, por parte de padre, del jeque Safi Al-Din, y, por parte de madre, nieto de Uzun Hasan, el fundador de Ak Koyunlu.
Con la conquista de Tabriz comenzó la dinastía Safávida. En mayo de 1501, Ismail I declaró a Tabriz como su capital y a él mismo como Shah de Azerbaiyán. Ismail I continuó ampliando su base en el noroeste de Persia. Fue declarado Sha de Irán en 1502. Durante el resto de la década, Ismail I rechazó los ataques de los otomanos, eliminó los restos de Ak Koyunlu y continuó expandiendo su territorio, Hamadán en 1503, Shiraz (ciudad) y Kermán en 1504, Najaf y Karbala en 1507 , Van en 1508, Khorasan y Herat en 1510. En 1511, los uzbecos del noreste habían cruzado el Amu-Darya, donde conquistaron Samarcanda y establecieron la dinastía Shaibanida, y desde donde continuaron atacando a los safávidas. Durante su gobierno, el idioma oficial de la corte real fue el azerbaiyano .
Mientras tanto, los impotentes safávidas perdieron Ormuz ante los portugueses en 1507.
En 1514, el sultán otomano Selim I invadió Armenia occidental y obligó al desprevenido ejército safávida a retirarse. Los safávidas estaban armados con espadas y arcos, mientras que los otomanos tenían mosquetes y artillería . Los otomanos avanzaron y el 23 de agosto de 1514 lograron enfrentarse a los safávidas en la batalla de Chaldiran al oeste de Tabriz. Los safávidas fueron derrotados y, cuando las fuerzas otomanas avanzaron hacia Tabriz, comenzó una táctica de tierra arrasada. Tabriz fue tomada, pero el ejército otomano se negó a seguir a los safávidas y se retiró durante el invierno de Tabriz. Este patrón de guerra se repitió bajo el Shah Tahmasb I y el Sultán Suleiman I.

## Declive del estado safávida
A diferencia de la arquitectura otomana rival, que se centraba en la escala y la grandeza, la arquitectura safávida buscaba realzar la profundidad como el Palacio de Chehel Sotún de Isfahán.
Además de luchar contra sus eternos enemigos, los otomanos y los uzbecos, a medida que avanzaba el siglo XVII, Persia tuvo que competir con el ascenso de dos nuevos vecinos. Los moscovitas rusos habían derrocado en el siglo anterior dos kanatos occidentales de la Horda de Oro y expandido su influencia hacia las montañas del Cáucaso y Asia Central. En el este, la dinastía mogol de la India se había expandido hacia Afganistán a expensas del control iraní, tomando Kandahar y Herat.
Además, las rutas comerciales entre el este y el oeste se habían alejado de Irán, lo que provocó una pérdida de comercio y actividad comercial. Los cambios del sah Abás hacia una fuerza militar basada en ghulam, si bien fueron beneficiosos a corto plazo, en un siglo habían debilitado la fuerza del país al exigir fuertes impuestos y control sobre las provincias.
Con la excepción del sah Abbás II, los gobernantes safávidas posteriores a Abbas I fueron ineficaces. El fin de su gobierno en 1666 marcó el comienzo del fin de la dinastía safávida. A pesar de la disminución de los ingresos y las amenazas militares, los sahs posteriores vivieron estilos de vida muy caros. Se dice que Solimán I pasó ocho años consecutivos en su harén. Sultán Husséin bebía sin cesar. El sah impuso altos impuestos que desalentaron la inversión y alentaron la corrupción entre los administradores.
El país fue atacado repetidamente en sus fronteras, Kerman por miembros de la tribu baluchi en 1698, Jorasan por afganos en 1717 y constantemente en Mesopotamia por árabes de la península. Sultán Husséin intentó convertir por la fuerza a los súbditos afganos del Islam sunita al chiita. En respuesta, un ejército afgano al mando de Mir Mahmud se rebeló en 1722, marchando a través del este de Irán, sitiando y saqueando Isfahán mientras declaraba a Mir Mahmud Sah de Persia.
Los afganos trataron con arrogancia su territorio conquistado durante una docena de años, pero Nader Sah, un antiguo esclavo que había ascendido al liderazgo militar dentro de la tribu turcomana Afshar de Jorasan, un estado vasallo de los safávidas, les impidió hacer más avances. Recuperó el control de Irán de manos de los afganos y emprendió una ambiciosa campaña militar. Conquistó áreas tan al este como Delhi sin asegurar su base persa y agotó las fuerzas de su ejército. Estuvo en control bajo el sah Tahmasp II y luego gobernó como regente del infante Abbás III hasta 1736 , cuando él mismo se coronó como sah.
Inmediatamente después del asesinato de Nader Sah en 1747, los safávidas fueron reinstalados como sahs de Irán para dar legitimidad a la dinastía Zand. Pero el breve régimen títere de Ismaíl III terminó en 1760, cuando Karim Jan se sintió lo suficientemente fuerte como para tomar el poder en el país y marcó oficialmente el fin de la dinastía safávida.

## Cultura
La familia safávida fue una familia letrada desde sus orígenes. Existen poesías en tati y persa de Shaykh Safi ad-din Ardabili, así como poesías persas de Shaykh Sadr ad-din. La mayor parte de la poesía existente de Shah Ismail I está en Azerbaijani seudónimo de Khatai. Sam Mirza, el hijo del Sha Ismail así como algunos autores posteriores afirman que Ismail compuso poemas tanto en turco como en persa pero sólo han sobrevivido unos pocos ejemplares de sus versos persas. Una colección de sus poemas en azerí fueron publicados como Divan. Shah Tahmasp que ha compuesto poesía en persa era también un pintor, mientras que Shah Abbas II era conocido como un poeta, escribiendo versos azerbaiyanos.   Sam Mirza, hijo de Ismail I, era poeta y componía sus poemas en persa. También compiló una antología de poesía contemporánea.

Arte de la dinastía safávida
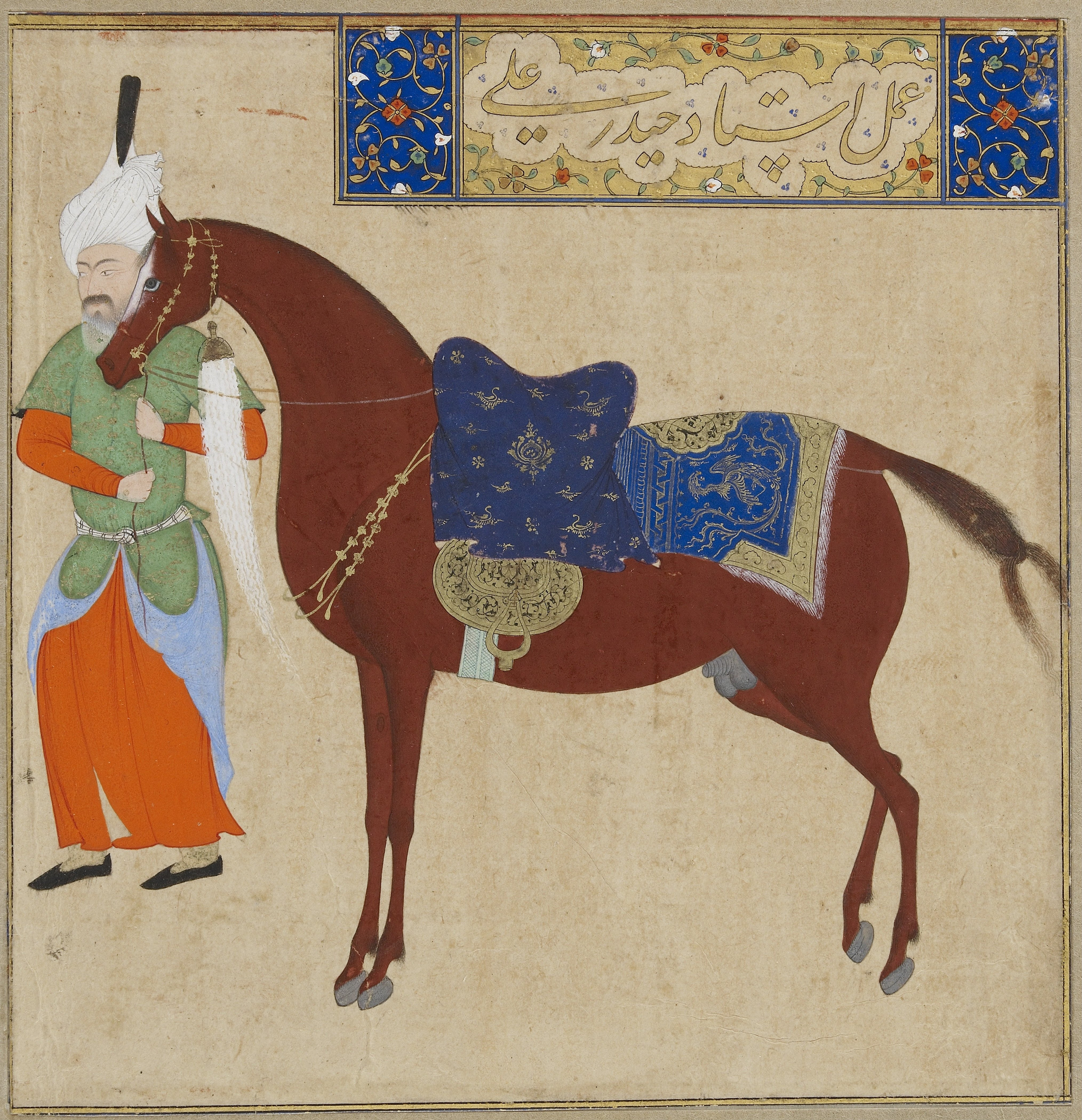
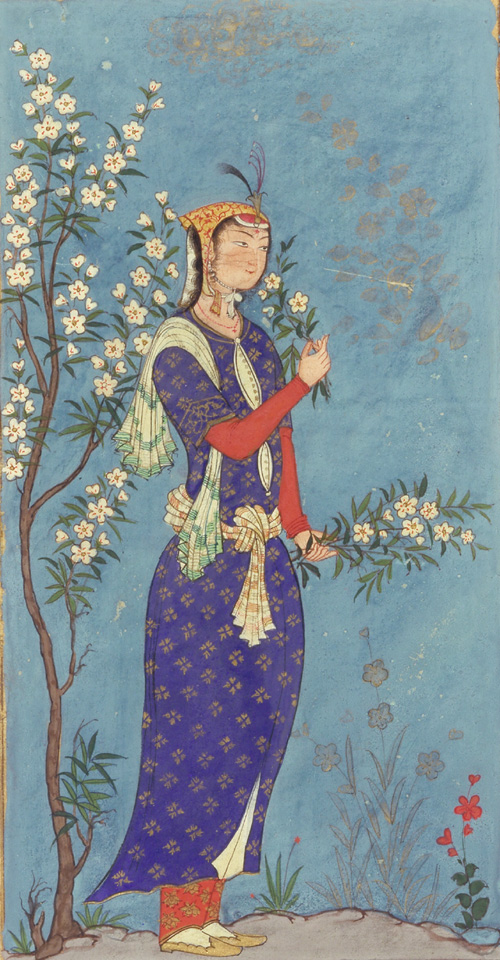
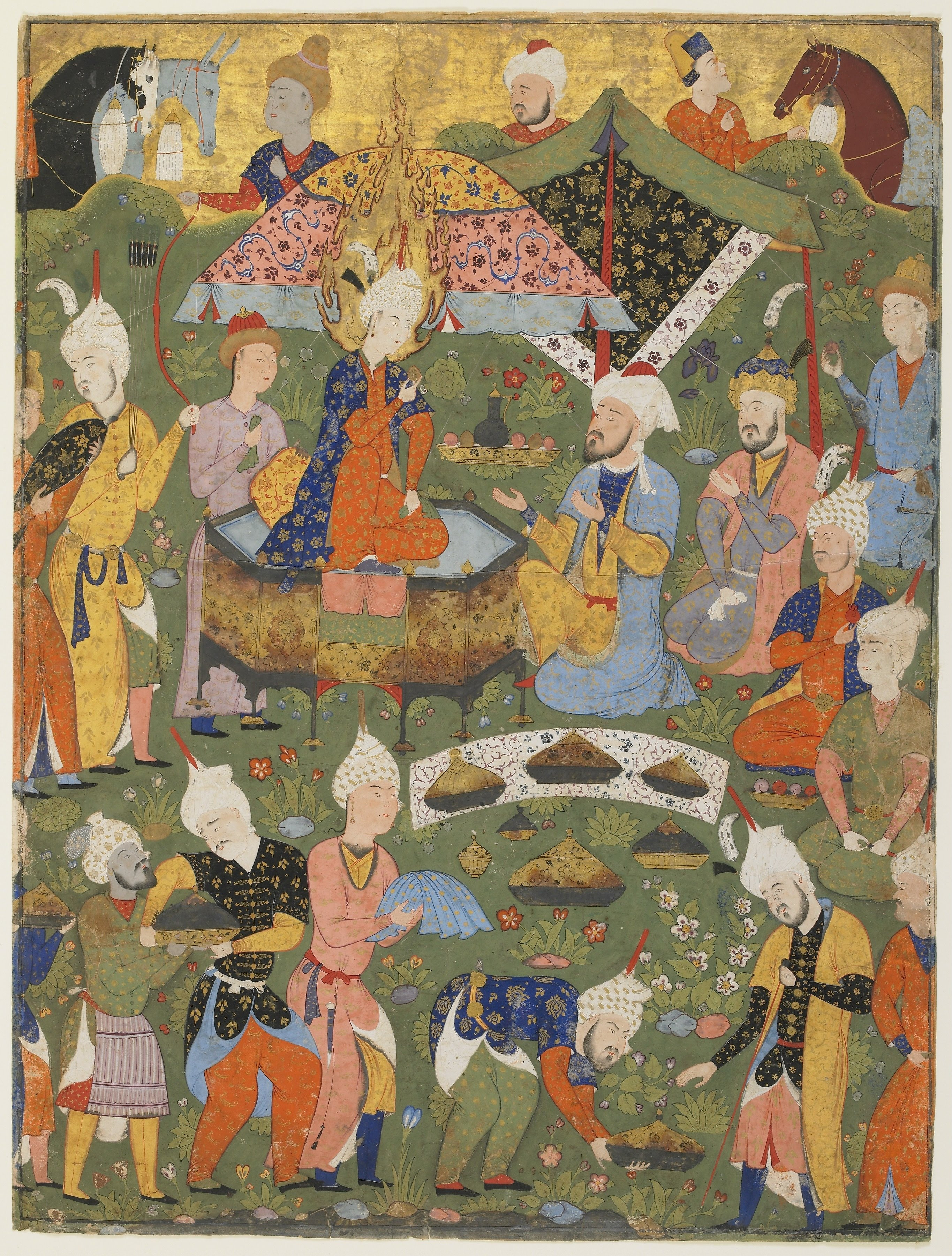
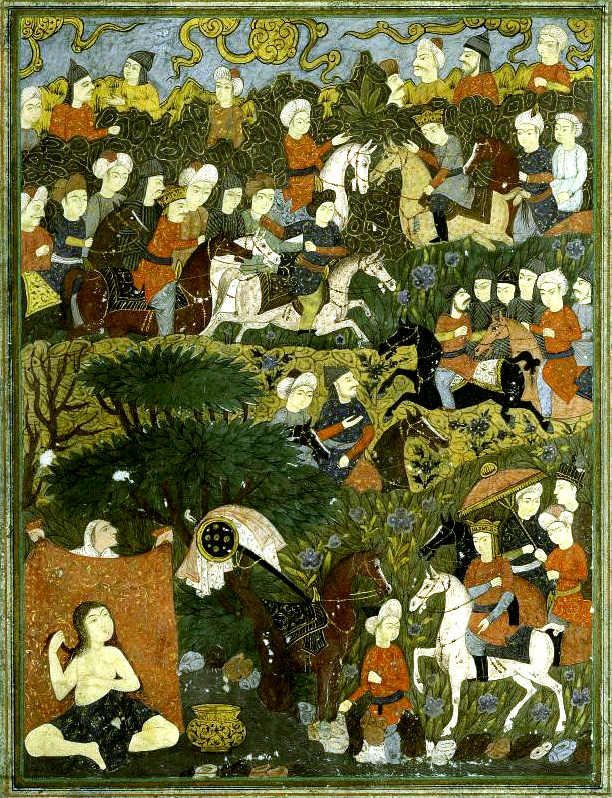